# Protium boomii
Protium boomii là một loài thực vật có hoa trong họ Burseraceae. Loài này được Daly miêu tả khoa học đầu tiên năm 1991.